# Sint-Nicolaaskerk (Haps)

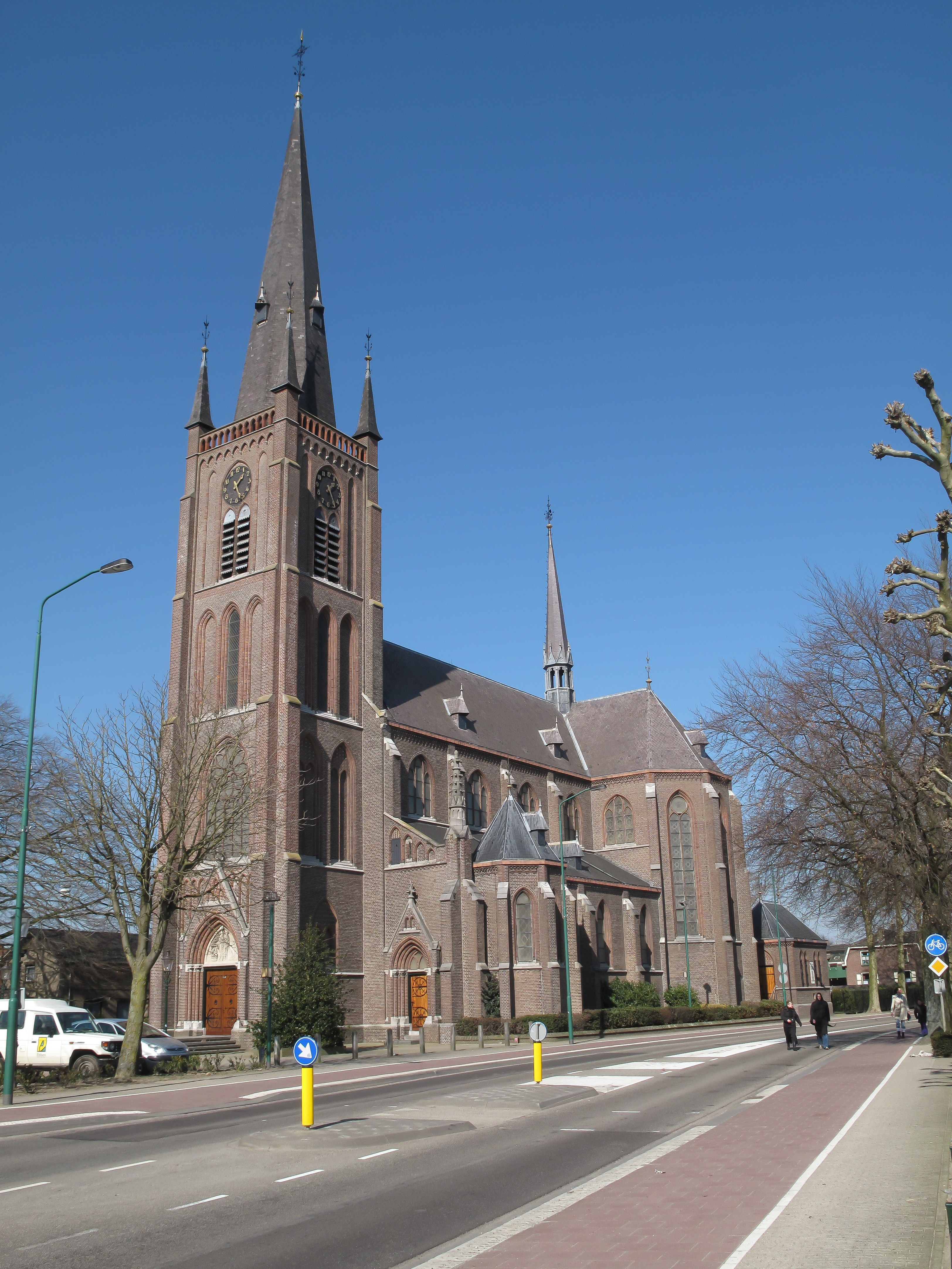
Sint-Nicolaaskerk

De Sint-Nicolaaskerk is de parochiekerk van de tot de Noord-Brabantse gemeente Land van Cuijk behorende plaats Haps, gelegen aan de Kerkstraat 1.

## Geschiedenis
Vanaf 1427 was er in Haps een aan Sint-Nicolaas gewijde kapel die ondergeschikt was aan de parochie van Cuijk. Omstreeks 1600 kreeg de kapel de functie van een zelfstandige parochiekerk en in 1637 werd de eerste pastoor aangesteld. In 1648 kwam aan dit alles een einde omdat de uitoefening van de katholieke godsdienst verboden werd. Men ging voortaan ter kerke in een schuurkerk die te Oeffelt stond, waar godsdienstvrijheid heerste. In 1798 kregen de katholieken hun kerk weer terug. Deze verkeerde echter in vervallen toestand en was ook te klein voor het toegenomen aantal katholieken.
In 1814 werd een nieuwe kerk in gebruik genomen. Deze was op het eind van de 19e eeuw alweer te klein. In 1899 werd een nieuwe kerk in gebruik genomen naar ontwerp van Caspar Franssen.

## Gebouw
Het betreft een basilicale bakstenen kruiskerk in neogotische stijl.
De toren, die 45 meter hoog is, heeft een achtzijdige spits en een balustrade met vier flankerende torentjes. Bovendien staat er een vieringtorentje op het dak. Boven de hoofdingang van de kerk bevindt zich een reliëf dat de heilige Nicolaas met de drie jongelingen voorstelt. Het interieur bevat beelden en houtsnijwerk van Atelier Thissen uit Roermond, dit werk dateert van 1900-1905. Het doopvont is van omstreeks 1600 en stamt nog uit de oorspronkelijke kerk. De preekstoel is uit 1855. De kruiswegstaties zijn van 1905 en op koperen platen geschilderd door de Brugse kunstenaar Karel Beijaart.